# Посљедњи подвиг диверзанта Облака
Посљедњи подвиг диверзанта Облака је југословенски филм из 1978. године у режији Ватрослава Мимице.

## Радња
Стари комуниста Јосип Црнковић звани Облак, некадашњи шпански борац, долази у сукоб са размаженом фудбалском звездом Сликом и његовим менаџером. Ускоро почиње примати претње, да ће његова стара кућа у којој живи са супругом, бити срушена а да ће на њеном месту бити изграђен небодер. Облак, који је разочаран тржишним смером у коме се креће социјалистичко друштво за које се борио, одлучи се супротставити моћницима...

## Улоге
| Глумац               | Улога                      |
| -------------------- | -------------------------- |
| Павле Вуисић         | Облак                      |
| Славица Јукић        | Ружа                       |
| Предраг Манојловић   | Драгиша                    |
| Ратко Буљан          | Карловић                   |
| Ана Херцигоња        | Марика                     |
| Ивица Пајер          | Лука                       |
| Марина Немет         | Анкица                     |
| Јагода Калопер       | Рената                     |
| Изет Хајдархоџић     | Маријан Лончар             |
| Мирко Боман          | Приватник                  |
| Едо Перочевић        | Знидарчић                  |
| Фрањо Јурчец         | Роберт                     |
| Влатко Дулић         | Марчић                     |
| Владимир Медар       | Човек са штапом            |
| Велимир Хитил        | Вођа тв екипе              |
| Отокар Левај         | Барановић                  |
| Сабрија Бисер        | Фрањо Кокошица             |
| Владимир Облешчук    | Сусед                      |
| Хрвоје Ковачић       | Рики                       |
| Лиза Гернер          | Дана                       |
| Јулије Перлеки       | Божо Хорват                |
| Костадинка Велковска | Мирјана                    |
| Петар Бунтић         | Каскадер Риба              |
| Емир Чејван          | Ожболт                     |
| Јован Стефановић     | Допуђа                     |
| Владимир Бачић       | Друг на састанку у Технози |
| Томислав Милановски  | Страни новинар с лулом     |
| Невен Доган          | Славен, унук               |
| Џо Марачић Маки      | Милчек, фудбалер           |
| Иво Јуриша           | Борчић                     |
| Ранко Приморац       |                            |
| Иванка Ожвагић       | Аркадо                     |

## Награде
Пула 78' - Диплома Ватрославу Мимици за ангажовани приступ савременој друштвеној проблематици